# Route nationale 549
La route nationale 549 était une route nationale française reliant Rosans à Eyguians dans les Hautes-Alpes. La RN 549 suivait le cours de la Blaisance, de sa source, près du col de la Flachière, à son confluent avec le Buëch à Pont Lagrand. À la suite de la réforme de 1972, elle a été déclassée en RD 949.
Ultérieurement, un court tronçon reliant la RN 49 (au sud de Curgies) à l'échangeur 23 de l'autoroute A 2 à Saultain a été classé route nationale 549. Le décret du 5 décembre 2005 a entraîné son transfert au département du Nord en même temps que celui de la RN 49 qui a été déclassée en RD 649.

## Ancien tracé de Rosans à Eyguians (D 949)
- Rosans (km 0)
- Saint-André-de-Rosans (km 3)
- Col de la Flachière (870 m)
- Montjay (km 13)
- Trescléoux (km 24)
- La Tuillière, commune de Trescléoux
- Pont Lagrand, commune de Lagrand
- Eyguians (km 30)